# Epinephelus hexagonatus
 Epinephelus hexagonatus és una espècie de peix de la família dels serrànids i de l'ordre dels perciformes.

## Morfologia
Els mascles poden assolir els 27,5 cm de longitud total.

## Distribució geogràfica
Es troba a la majoria de les illes de l'Índic i del Pacífic.